# Gurgi (Libia)
Gurgi è un centro abitato della Libia, nella regione della Tripolitania.